# Marenla
Marenla (Aussprache [maʁɑ̃ˈla]) ist eine französische Gemeinde mit 264 Einwohnern (Stand: 1. Januar 2022) im Département Pas-de-Calais in der Region Hauts-de-France. Sie gehört zum Arrondissement Montreuil und ist Mitglied im Gemeindeverband Communauté de communes des 7 Vallées. Die Einwohner werden Marenlois und Marenloises genannt.
Die Gemeinde erhielt 2024 die Auszeichnung „Eine Blume“, die vom Conseil national des villes et villages fleuris (CNVVF) im Rahmen des jährlichen Wettbewerbs der blumengeschmückten Städte und Dörfer verliehen wird.
Marenla grenzt im Nordwesten an Marant, im Norden an Aix-en-Issart, im Nordosten an Saint-Denœux, im Osten an Loison-sur-Créquoise, im Südosten an Beaurainville, im Süden an Lespinoy, im Südwesten an Brimeux und im Westen an Marles-sur-Canche. Zu Marenla gehören neben der Hauptsiedlung auch die Weiler La Justice, Les Côtes und Bois du Bus.

## Bevölkerungsentwicklung
| Jahr      | 1962 | 1968 | 1975 | 1982 | 1990 | 1999 | 2008 | 2014 |
| --------- | ---- | ---- | ---- | ---- | ---- | ---- | ---- | ---- |
| Einwohner | 272  | 263  | 236  | 222  | 244  | 222  | 216  | 251  |